# زرشک آمور
زرشک آمور (نام علمی: Berberis amurensis) نام یک گونه از سرده زرشک است.